# Daniela Vega
Daniela Vega est une actrice, chanteuse lyrique et mannequin chilienne transgenre née le 3 juin 1989 à Santiago du Chili. Elle est notamment connue pour le rôle principal d'Une femme fantastique, qui a reçu l'Oscar du meilleur film en langue étrangère en 2018. En raison de la reconnaissance internationale obtenue par sa performance et sa personnalité, elle est devenue la première présentatrice transgenre de l'histoire des Oscars. En avril 2018, elle a été reconnue par TIME comme l'une des 100 personnes les plus influentes dans le monde.

## Biographie

### Enfance et formation
Daniela Vega Hernández est une actrice transgenre chilienne, née à Santiago, déclarée garçon à la naissance, dans la municipalité de San Miguel (Chili). Daniela était le premier enfant d'Igor Vega, propriétaire  d'une imprimerie, et Sandra Hernández, une femme au foyer. Après un certain temps, la famille déménage à la municipalité de Ñuñoa, où son frère Nicolás est né. À l'âge de 8 ans, une de ses professeurs a découvert son talent pour chanter l'opéra. Elle a commencé à jouer dans de petites productions à Santiago, ce qui a développé en elle le goût pour les arts. Sa famille la soutient dans sa transition, effectuée à l'adolescence, contrairement à la société dans son ensemble.
Après avoir terminé le secondaire, elle gagne sa vie comme styliste dans un salon de coiffure. Dans ses temps libres et sans aucune autre éducation formelle, elle s'est impliquée dans le milieu local du théâtre et des arts.

### Carrière
Après quelques expériences dans les instances théâtrales universitaires, elle se révèle en 2011 dans La Mujer Mariposa, biodrama de una transfiguración (la femme papillon, bio-drame d'une transfiguration) , écrit et réalisé par Martín de la Parra, basé partiellement sur sa vie, qui a été joué pendant cinq saisons dans divers théâtres chiliens. Là, elle a également eu l'occasion de chanter de l'opéra et d'être découverte pour le cinéma. Cette même année, elle fait ses débuts au cinéma dans La visita, dirigé par Mauricio López Fernández, un travail qui lui permet de se rendre à différents festivals de cinéma, et de recevoir ses premières récompenses d'actrice internationale. Elle continue à se produire sur scène, et en 2016, elle participe au spectacle  Migrantes (migrants) avec acteurs, danseurs et chanteurs sur le sujet de la migration comme « une transition corporelle, politique, sexuelle, poétique, et d'âge », pièce qui a eu une deuxième saison en 2017.
Elle est recrutée comme consultante pour le film chilien Une femme fantastique de Sebastián Lelio, afin de rendre le scénario plus réaliste concernant l'expérience d'une femme transgenre, et est finalement choisie comme interprète du rôle principal,. Le film est présenté en compétition à la 67e édition du Festival international du film de Berlin et est acclamé par la critique, principalement pour sa performance. En avril 2017, elle accède brusquement à la notoriété dans son pays à la suite de la sortie du film en salles. Le film soulève de nombreux débats au Chili, où une loi est en discussion en 2017 pour faciliter le changement de genre à l'état civil. Elle soutient cette réforme, rappelant que c'est encore un prénom masculin qui figure sur son passeport. Une femme fantastique reçoit aux Oscars 2018 le prix du meilleur film en langue étrangère.

## Filmographie

### Cinéma
- 2014 : La Visita de Mauricio Lopez Fernandez : Elena
- 2017 : Une femme fantastique (Una mujer fantástica) : Marina
- 2020 : Un domingo de julio en Santiago de Gopal et Visnu Ibarra : Pamela
- 2020 : Futura de Lamberto Sanfelice :

### Télévision
- 2019 : Les Chroniques de San Francisco (Tales of the City) de Lauren Morelli, trois épisodes de la saison 1 (série) : Ysela
- 2020 : La  Meute (La Jauria) (série) : Elisa Murillo
- 2023 : Le Pouvoir (The Power) (série) de Naomi Alderman : Sœur Maria

## Récompenses
- Festival international du nouveau cinéma latino-américain de La Havane 2017
  - Prix de la meilleure actrice pour Une femme fantastique[13].
- Festival international du film de Palm Springs 2017
  - Prix de la meilleure actrice dans un film en langue étrangère pour Une femme fantastique[14].
- Festival de Lima 2017
  - Prix de la meilleure actrice pour Une femme fantastique[15].
- Prix Fénix du cinéma ibéro-américain 2017
  - Prix de la meilleure actrice pour Une femme fantastique[16].
- Rencontres du cinéma sud-américain, Marseille 2015.
  - Prix de la meilleure actrice pour La visita[17].
- Prix Platino de la meilleure actrice latino-américaine en 2018